# Утускун
Утускун — село в Усть-Ишимском районе Омской области. Административный центр Утускунского сельского поселения.

## История
Основано в 1844 году. В 1928 г. состояла из 99 хозяйств, основное население — русские. Центр Утускунского сельсовета Усть-Ишимского района Тарского округа Сибирского края.

## Население
| 1926 | 2010 |
| ---- | ---- |
| 514  | ↘120 |